# Championnat d'Arabie saoudite de football 2022-2023
Navigation
Saison précédente Saison suivante
La saison 2022-2023 du championnat d'Arabie saoudite de football est la quarante-septième édition du championnat de première division en Arabie saoudite. La Premier League regroupe les seize meilleurs clubs du pays au sein d'une poule unique, où ils s'affrontent deux fois au cours de la saison, à domicile et à l'extérieur. À la fin de la compétition, les deux derniers du classement sont relégués et remplacés par les quatre meilleurs de la deuxième division afin de passer à 18 participants en 2023-2024.

## Qualifications continentales
Quatre places qualificatives pour la Ligue des champions de l'AFC sont attribuées à l'Arabie saoudite. À cause du changement de date de cette compétition qui se déroule à partir de la saison 2023-2024 sur deux années, cette saison uniquement le champion et le vainqueur de la Kings Cup sont qualifiés. Les deux autres places sont données au champion de la saison 2021-2022 et le vainqueur de la Kings Cup 2022. 

## Déroulement de la saison
La saison démarre le 25 août 2022, les nouveaux promus sont, Al Khaleej Saihat le champion de la deuxième division 2021-2022 et Al-Adalah FC qui termine à la deuxième place, Al Wehda Club, le troisième, a joué la dernière fois en première division lors de la saison 2020-2021.
L'évènement de la saison est l'arrivée de Cristiano Ronaldo dans le championnat saoudien, le Portugais dispute son premier match lors de la 14e journée avec Al-Nassr FC contre Al-Ettifaq FC (victoire 1 à 0).

## Équipes

### Clubs participants
- Al-Nassr FC
- Al-Hilal FC
- Al Khaleej Saihat - Promu de D2
- Al-Ittihad FC
- Al-Fateh FC
- Al-Taawoun FC
- Al-Batin Football Club
- Abha Club
- Al-Adalah FC   - Promu de D2
- Al-Shabab FC
- Damac FC
- Al-Raed FC
- Al-Ettifaq FC
- Al Wehda Club  - Promu de D2
- Al-Fayha Football Club
- Al Ta'ee Ha'il

### Joueurs étrangers
Le nombre de joueurs étrangers passe de 7 à 8 par équipes.

## Compétition

### Classement
| Rang | Équipe          | Pts | J  | G  | N | P  | Bp | Bc | Diff |
| ---- | --------------- | --- | -- | -- | - | -- | -- | -- | ---- |
| 1    | Al-Ittihad Club | 72  | 30 | 22 | 6 | 2  | 60 | 13 | +47  |
| 2    | Al-Nassr FC     | 67  | 30 | 20 | 7 | 3  | 63 | 18 | +45  |
| 3    | Al-Hilal FC T C | 59  | 30 | 17 | 8 | 5  | 54 | 29 | +25  |
| 4    | Al-Shabab FC    | 56  | 30 | 17 | 5 | 8  | 57 | 33 | +24  |
| 5    | Al-Taawoun FC   | 55  | 30 | 16 | 7 | 7  | 46 | 34 | +12  |
| 6    | Al-Fateh SC     | 43  | 30 | 13 | 4 | 13 | 48 | 43 | +5   |
| 7    | Ettifaq FC      | 37  | 30 | 10 | 7 | 13 | 28 | 36 | -8   |
| 8    | Damac FC        | 36  | 30 | 9  | 9 | 12 | 33 | 43 | -10  |
| 9    | Al-Taï SC       | 34  | 30 | 10 | 4 | 16 | 41 | 49 | -8   |
| 10   | Al-Raed FC      | 34  | 30 | 9  | 7 | 14 | 41 | 49 | -8   |
| 11   | Al-Fayha FC     | 33  | 30 | 8  | 9 | 13 | 31 | 43 | -12  |
| 12   | Abha Club       | 33  | 30 | 10 | 3 | 17 | 33 | 52 | -19  |
| 13   | Al-Wehda FC P   | 32  | 30 | 8  | 8 | 14 | 26 | 43 | -17  |
| 14   | Khaleej FC P    | 31  | 30 | 9  | 4 | 17 | 30 | 44 | -14  |
| 15   | Al-Adalah FC P  | 28  | 30 | 7  | 7 | 16 | 30 | 56 | -26  |
| 16   | Al-Batin FC     | 20  | 30 | 5  | 5 | 20 | 27 | 63 | -36  |

|  | Qualification pour la Ligue des champions de l'AFC 2023-2024                          |
|  | Qualification pour le tour préliminaire de la Ligue des champions de l'AFC 2023-2024  |
|  | Relégation en deuxième division                                                       |
|  | T : Tenant du titre C : Vainqueur de la Kings Cup 2023 P : Promu de deuxième division |

## Bilan de la saison
| Championnat d'Arabie saoudite de football 2022-2023 |                                                       |
| Champion                                            | Al-Ittihad Club (9e titre)                            |
| Coupes et trophées                                  |                                                       |
| Vainqueur de la Kings Cup                           | Al-Hilal FC                                           |
| Qualifications continentales                        |                                                       |
| Ligue des champions de l'AFC 2023-2024              | Al-Hilal FC Champion de la saison 2021-2022           |
| Ligue des champions de l'AFC 2023-2024              | Al-Fayha Football Club Vainqueur de la Kings Cup 2022 |
| Ligue des champions de l'AFC 2023-2024              | Al-Ittihad ClubChampion de la saison 2022-23          |
| Ligue des champions de l'AFC 2023-2024              | Al-Nassr FC                                           |
| Promotions et relégations                           |                                                       |
| Promus en Premier League                            | Al-Ahli Football Club                                 |
| Promus en Premier League                            | Al-Hazem Saudi Club                                   |
| Promus en Premier League                            | Al-Okhdood Club                                       |
| Promus en Premier League                            | Al Riyad SC                                           |
| Relégués en First Division                          | Al-Adalah FC                                          |
| Relégués en First Division                          | Al-Batin FC                                           |